# Hans Rinn
Hans Rinn (Langewiesen, 19 marzo 1953) è un ex slittinista tedesco orientale, vincitore di due medaglie d'oro ai Giochi olimpici: ad Innsbruck 1976 ed a Lake Placid 1980. Dopo la riunificazione della Germania (1990), ha acquisito la cittadinanza tedesca.

## Biografia
Gareggiò in Coppa del Mondo nella stagione d'esordio della manifestazione, nel 1977/78, conquistando il primo podio il 5 febbraio 1978 ad Hammarstrand sia nel singolo (2°), sia nel doppio (3°) in coppia con Norbert Hahn, con il quale condivise anche tutti i suoi altri risultati nella specialità biposto fino al ritiro del compagno avvenuto al termine della stagione 1979/80 venendo quindi sostituito da Jörg-Dieter Ludwig, e la prima vittoria il 5 marzo 1978 nel singolo a Königssee.
Prese parte a due edizioni dei Giochi olimpici invernali, gareggiando sia nel singolo sia nel doppio: ad Innsbruck 1976 vinse la medaglia di bronzo nel singolo e quella d'oro nel doppio ed a Lake Placid 1980 non concluse la gara del singolo ma bissò la medaglia d'oro vinta quattro anni prima nel doppio.
Ai campionati mondiali ottenne due medaglie d'oro ed una d'argento nel singolo, nonché una d'oro, due d'argento ed una di bronzo nel doppio, conquistando entrambi i titoli in palio ad Igls 1977. Nelle rassegne continentali vinse tre medaglie d'oro, due d'argento ed una di bronzo nel singolo ed altre quattro d'oro e tre d'argento nel doppio, riuscendo nell'accoppiata a Königssee 1973.
Concluse la carriera agonistica al termine della stagione 1981/82 divenendo imprenditore di una ditta per la lavorazione di materie plastiche specializzata nella costruzione di scivoli per piscine e lavorò per alcuni anni per conto della FIL fornendo assistenza agli atleti delle nazioni che non avevano al seguito i tecnici delle loro federazioni.
Come riconoscimento per questa sua strepitosa carriera, nel 2005 è stato introdotto nella Hall of Fame della Federazione Internazionale di Slittino.

## Palmarès

### Olimpiadi
- 3 medaglie:
  - 2 ori (doppio ad Innsbruck 1976; doppio a Lake Placid 1980);
  - 1 bronzo (singolo ad Innsbruck 1976).

### Mondiali
- 7 medaglie:
  - 3 ori (singolo ad Oberhof 1973; singolo, doppio ad Igls 1977);
  - 3 argenti (doppio ad Oberhof 1973; singolo a Königssee 1974; doppio a Königssee 1979);
  - 1 bronzo (doppio ad Imst 1978).

### Europei
- 14 medaglie:
  - 7 ori (singolo, doppio a Königssee 1973; singolo ad Imst 1974; doppio a Valdaora 1975; doppio ad Hammarstrand 1978; singolo ad Oberhof 1979; doppio a Valdaora 1980);
  - 6 argenti (doppio ad Imst 1974; singolo, doppio a Königssee 1977; singolo ad Hammarstrand 1978; doppio ad Oberhof 1979; doppio a Winterberg 1982);
  - 1 bronzo (singolo a Valdaora 1975).

### Coppa del Mondo
- 8 podi (4 nel singolo, 4 nel doppio):
  - 4 vittorie (3 nel singolo, 1 nel doppio);
  - 3 secondi posti (1 nel singolo, 2 nel doppio);
  - 1 terzo posto (nel doppio).

#### Coppa del Mondo - vittorie
| Data             | Luogo        | Paese          | Disciplina              |
| ---------------- | ------------ | -------------- | ----------------------- |
| 5 marzo 1978     | Königssee    | Germania Ovest | Singolo                 |
| 13 gennaio 1979  | Hammarstrand | Svezia         | Singolo                 |
| 13 gennaio 1979  | Hammarstrand | Svezia         | Doppio con Norbert Hahn |
| 13 febbraio 1980 | Imst         | Austria        | Singolo                 |